# Хосе Мугерса
Хосе Мугерса (на испански: José Muguerza) е испански футболист, полузащитник.

## Кариера
В професионалния футбол дебютира през 1928 г. с Атлетик Билбао, където прекарва осем сезона, участвайки в 129 мача. През това време три пъти спечелва титлата шампион на Испания.
През 1930 г. дебютира с испанския национален отбор. През цялата си кариера в националния отбор, изиграва само 9 мача. Част от отбора участвал на Световната купа през 1934 г. в Италия.